# Brione (Trente)
Brione is een gemeente in de Italiaanse provincie Trente (regio Trentino-Zuid-Tirol) en telt 148 inwoners (31-12-2004). De oppervlakte bedraagt 9,5 km², de bevolkingsdichtheid is 16 inwoners per km².

## Demografie
Brione telt ongeveer 69 huishoudens. Het aantal inwoners daalde in de periode 1991-2001 met 5,8% volgens cijfers uit de tienjaarlijkse volkstellingen van ISTAT.
| Jaar | Inwoneraantal |
| ---- | ------------- |
| 1991 | 155           |
| 2001 | 146           |

## Geografie
De gemeente ligt op ongeveer 893 m boven zeeniveau.
Brione grenst aan de volgende gemeenten: Condino, Storo.